# Kung Fu Panda: el guerrero dragón
Kung Fu Panda: el guerrero dragón (originalmente en inglés Kung Fu Panda: The Dragon Knight), es una serie de animación por computadora basada en las películas de DreamWorks Animation Kung Fu Panda. La serie comenzó a transmitirse en Netflix el 14 de julio del 2022. La serie sigue la historia de Po, quien hace diferentes aventuras y grandes misiones, justo en el momento que debe aventurarse a través de China con una nueva aliada para recuperar importantes tesoros de Inglaterra.

## Argumento
La serie continúa después de las derrotas de Shi Long y Xiao, donde el Guerrero Dragón Po debe abandonar su hogar y embarcarse en una búsqueda trotamundos por China en busca de redención y justicia que lo encuentra asociado con una caballera inglesa llamada Luthera Wandering Blade para encontrar cuatro armas elementales que dividieron el mundo hace mucho tiempo.

## Reparto
- Jack Black como Po: Un panda con una actitud infantil y divertida que también es el Guerrero Dragón y su sueño siempre fue conocer a los 5 furiosos.[4]
- Rita Ora como Sir Luthera / Wandering Blade[5]
  - Kai Zen como una joven Sir Luthera
- Chris Geere como Klaus Dumont[4]
- Della Saba como Veruca Dumont[4]
- James Hong como el Señor Ping[4]

## Recepción
La serie recibió en su mayoría críticas positivas tanto del público como de la crítica especializada, destacando especialmente la calidad de la animación y los hermosos paisaje de la China interior.